# Buxheimer Weiher
Der Buxheimer Weiher, auch Kartäuser See genannt, ist ein Stausee an der Buxach, einem Nebenfluss der Iller auf Buxheimer Flur. Über ein Feuchtgebiet des Sees führt die Buxachtalbrücke der Bundesautobahn 96. Der See wird überwiegend touristisch genutzt.

## Lage
Der See befindet sich im südlichen Gebiet der Gemeinde Buxheim in Richtung Buxach. Am westlichen Ufer schließt sich der Buxheimer Wald an.

## Geschichte
Die oberschwäbischen Kartäuser der Reichskartause Buxheim legten im Mittelalter den See als Zuchtsee für Fische an. Mit der Säkularisation ging er an das Grafengeschlecht Waldbott von Bassenheim über. Um 1915 ging der Buxheimer Weiher in den Besitz der Familie Emil Kaufmann über. Heute ist der See im Privatbesitz der Familie Seifert. Am östlichen Ufer liegt ein Campingplatz. Rund um den See befinden sich mehrere Gaststätten und Freizeiteinrichtungen.